# The Poets and Poetry of Europe (antologia)
The Poets and Poetry of Europe – antologia poezji europejskiej, zestawiona przez amerykańskiego romantycznego poetę Henry'ego Wadswortha Longfellowa. Została ona wydana w 1845 roku. Później była kilkukrotnie wznawiana, między innymi w 1855, 1887 i 1893 roku. 

## Charakterystyka ogólna
Książka jest obszernym, liczący w zależności od edycji 800-950 stron, wyborem wierszy poetów europejskich od średniowiecza do XIX wieku. Jest jedną z dwóch, obok wydawnictwa Poems of Places, antologią poezji firmowaną przez Longfellowa. Teksty w niej zawarte są dziełem wielu tłumaczy, co amerykański poeta zawarł we wstępie. Przekłady pochodzą między innymi z brytyjskiej antologii poezji portugalskiej Lusitania Illustrata Johna Adamsona (1842). Poetka Margaret Fuller pisała w liście do Jamesa Nathana z 24 czerwca 1845: We have had one interesting book, Longfellow’s "Poets and Poetry of Europe". Look over it if you have a chance any time; it contains a good course in these charming studies, and there are some things, I wish I could read with you. [Przeczytaliśmy interesującą książkę, "The Poets and Poetry of Europe" Longfellowa. Zerknij do niej, jeśli będziesz miał czas; zawiera dobry kurs tych czarujących studiów i są tam rzeczy, które chciałbym przeczytać razem z tobą.]

## Zawartość
Książka dzieli się na kilka sekcji, odpowiadających zasadniczo literaturom narodowym. Zaprezentowane zostały literatury: anglosaska/staroangielska (Anglo-Saxon), islandzka (Icelandic), duńska (Danish), szwedzka (Swedish), niemiecka (German), holenderska (Dutch), francuska (French), włoska (Italian), hiszpańska (Spanish) i portugalska (Portuguese). Przedstawiono utwory około trzystu autorów.